# Греллет, Стивен

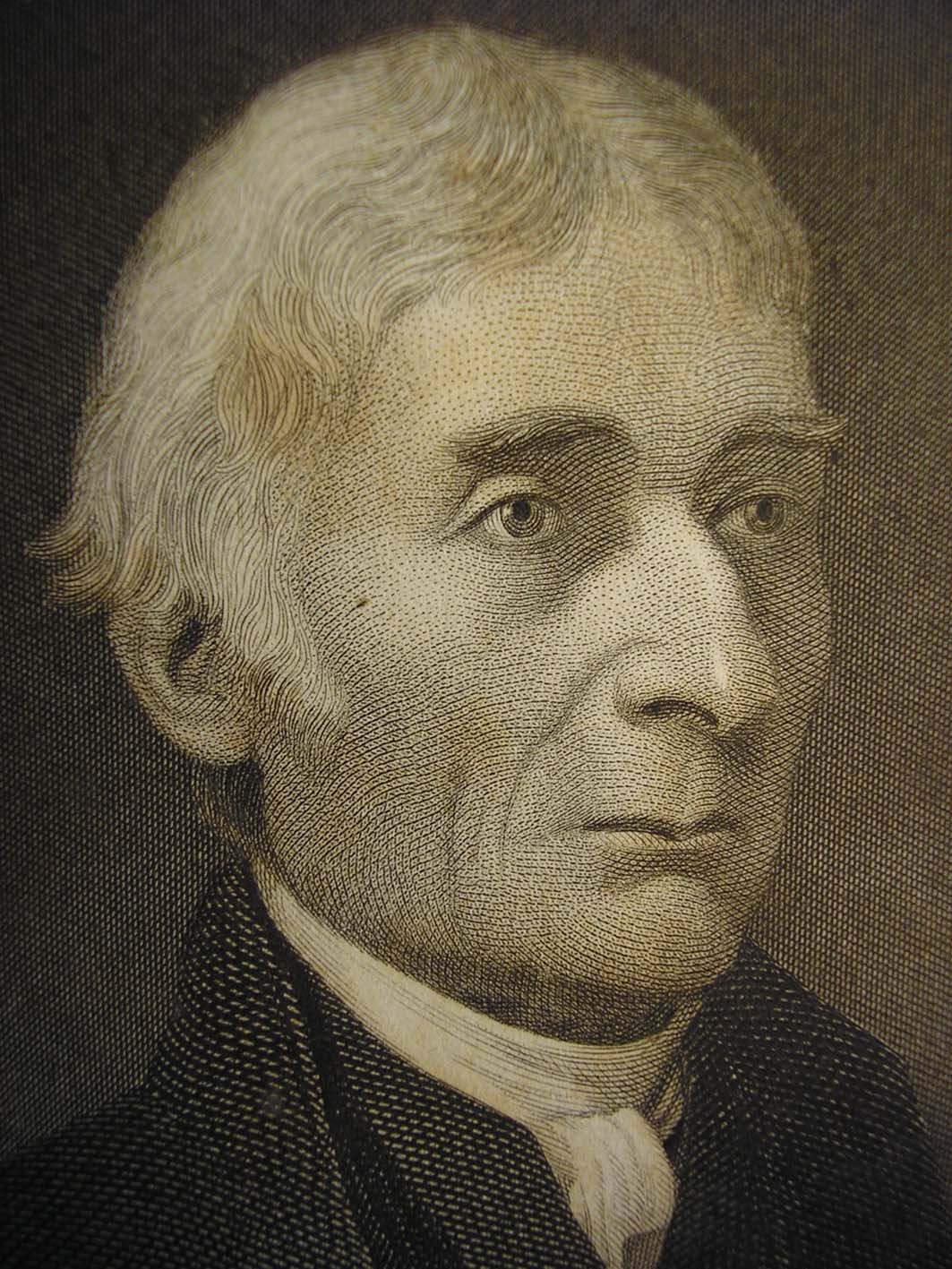
Стивен Грелле

Стивен Греллет (англ. Stephen Grellet, наст. Étienne de Grellet du Mabillier, 28 октября 1772 или 2 ноября 1773, Лимож, Франция – 16 ноября 1855, Берлингтон, Нью-Джерси, США) — франко-американский квакер, миссионер.

## Биография
Греллет родился в Лиможе (Франция), в семье Антуана Габриэля Грелле, советника короля Людовика XVI, который также был директором первой фарфоровой фабрики в Лиможе. Воспитанный в католической вере, он получил образование в военном колледже Лиона, ныне Лионский институт политических исследований, и в возрасте 17 лет поступил в личную охрану короля. Во время Французской революции он был приговорен к смертной казни, отчего был вынужден бежать из Европы в Демерару в Южной Америке вместе со своим братом Джозефом в 1793 году, а затем в Нью-Йорк в 1795 году.
Находясь в Нью-Йорке, Греллет познакомился с Деборой Дарби, английской квакерской служительницей, которая находилась в США с августа 1793 года. Дарби произвела на Грелле впечатление, и под ее влиянием и влиянием Уильяма Савери он решил присоединиться к квакерам (Обществу друзей).
Греллет участвовал в обширной миссионерской работе в тюрьмах и больницах по всей Северной Америке и в большинстве стран Европы. Описание жестокого обращения с заключенными в лондонских тюрьмах, представленное Греллетом, стало стимулом для пенитенциарной реформы в Англии в 1813 году. Он встречался со многими правителями и высокопоставленными лицами, включая папу Римского Пия VII, царя Александра I и королей Испании и Пруссии. Он часто путешествовал с Уильямом Алленом и посещал школы, больницы и тюрьмы, а также выступал против рабства. Он также посетил Гаити в 1816 году и Россию в 1819 году.
Греллет умер 16 ноября 1855 года и похоронен в Берлингтоне (штат Нью-Джерси).

## Семья
В 1804 году Греллет женился на Ребекке Коллинз, дочери издателя Айзека Коллинза. Имел дочь — Рэйчел.

## Сочинения
- Греллет Стивен. Записки квакера о пребывании въ Россіи (1818–1819) // Русская старина : журнал. — 1874. — Январь (т. 9, № 1). — С. 1—36.